# Tivela delessertii
Tivela delessertii је врста морских шкољки из рода Tivela, породице Veneridae, тзв, Венерине шкољке.

## Статус
Прихваћен.